# Pic de Baiau
El Pic de Baiau és una muntanya de 2.885,5 metres que es troba entre els termes municipal d'Alins, a la comarca del Pallars Sobirà i parroquial de la Massana, a Andorra. Es troba a llevant i damunt dels Estanys de Baiau, al nord-est del Pic de Sanfonts i al sud-oest de la Roca Entravessada, al nord-oest de l'Alt de Comapedrosa.